# Відео-арт

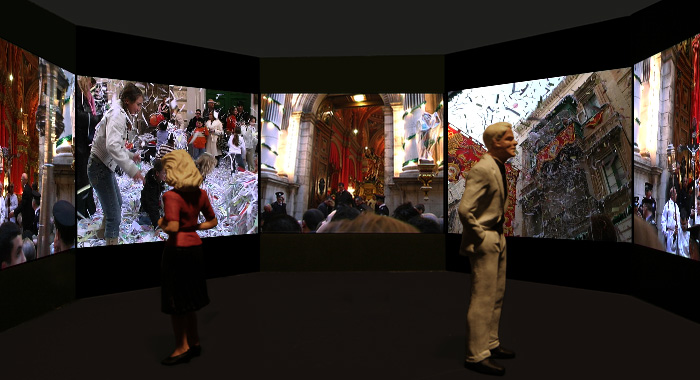
Відео-арт інсталяція Миріям Тейс «Мальта як метафора» (Сцена: Свято Святого Павла), 2011 рік.

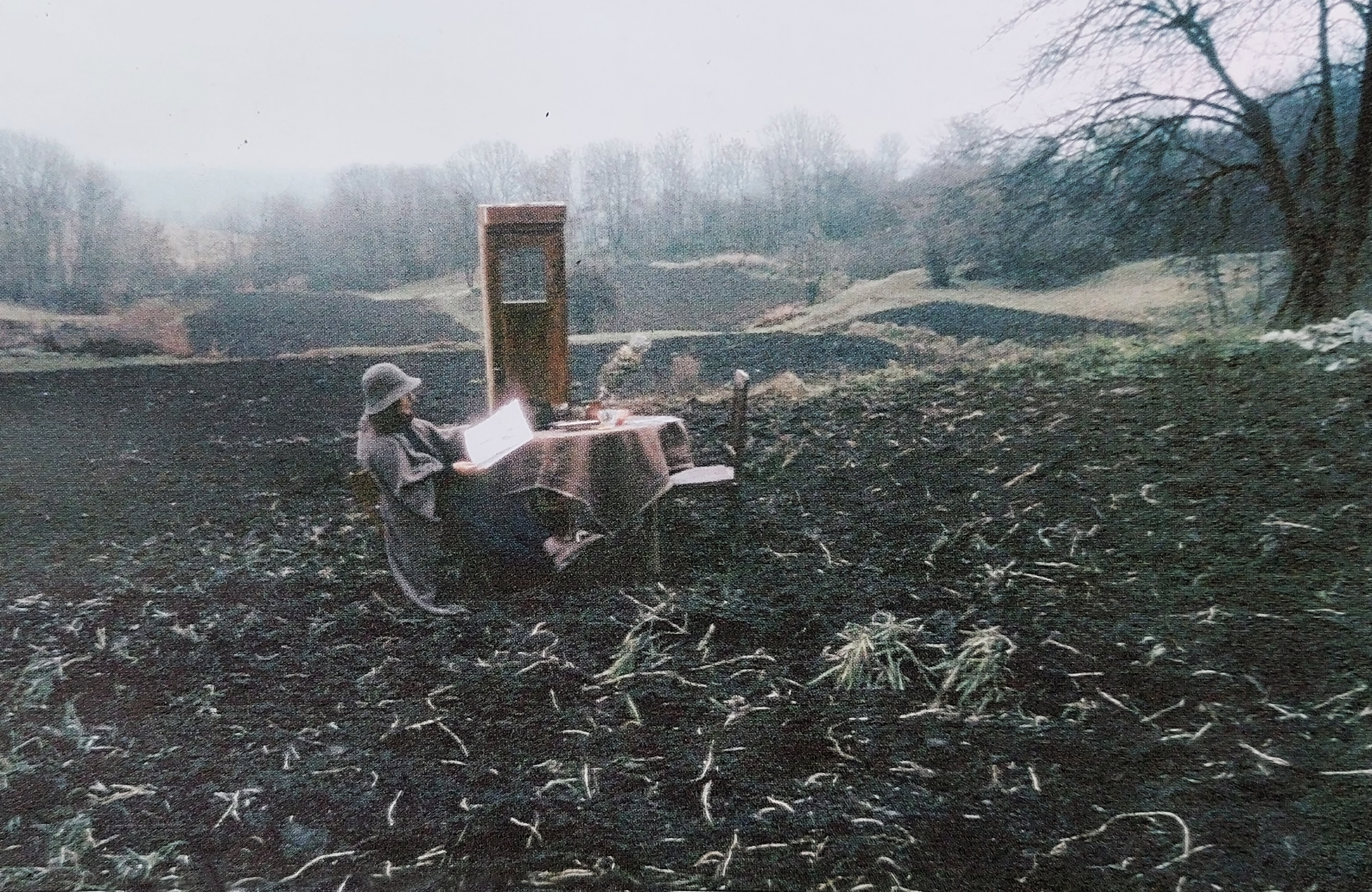
Кадр з відео Гліба Вишеславського "Реконструкції".1995

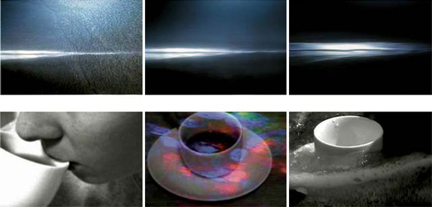
Відео-інсталяція Тіма Вайта-Собейського, 2003 рік

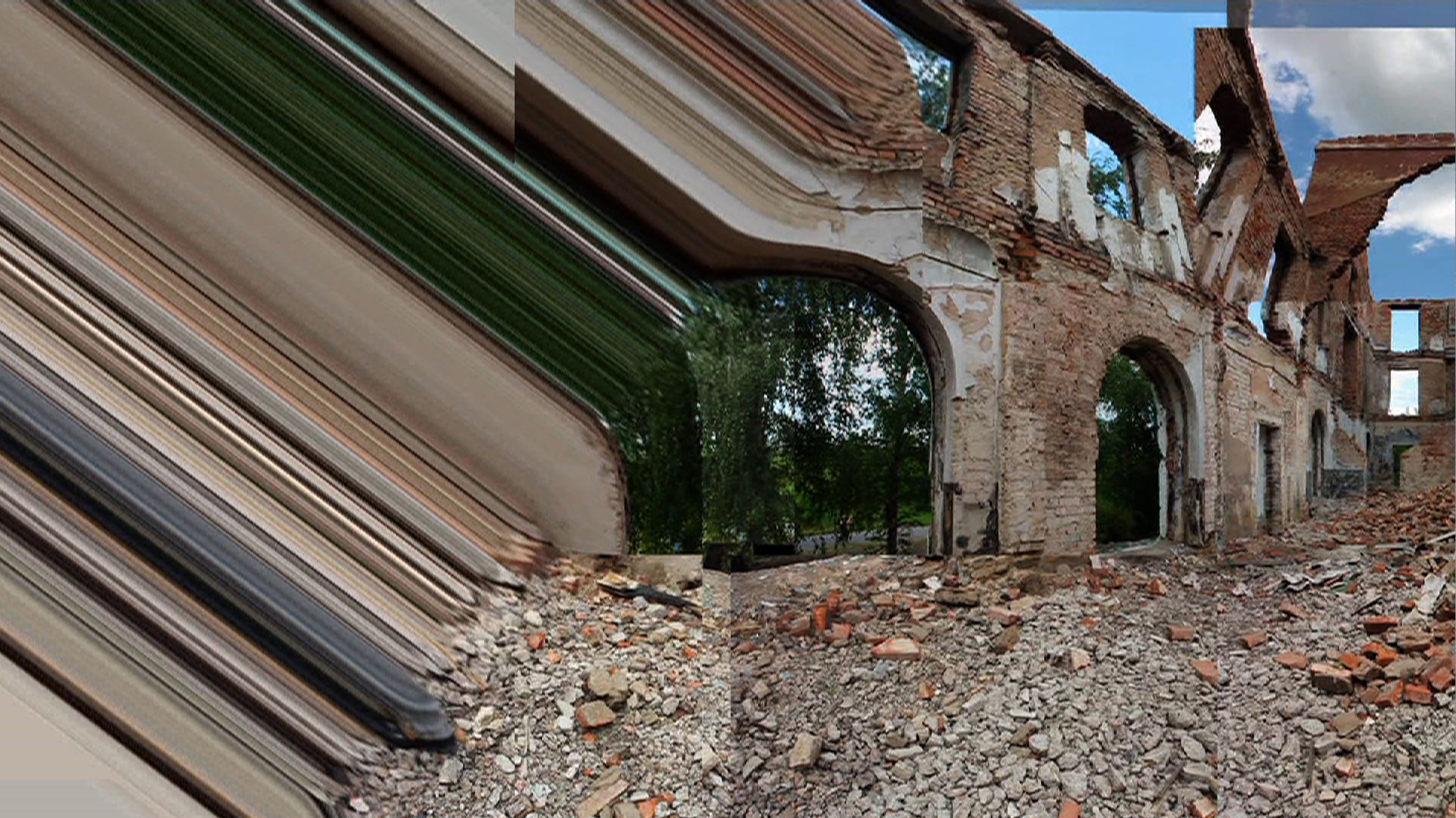
Оксана Чепелик. Кадр з відео твору «Слов’янський колайдер», 65 хв., 2016-2017

Відео-арт — напрямок медіа-мистецтва, в якому для вираження художньої концепції використовуються можливості відеотехніки, комп'ютерного та телевізійного зображення. Як напрям мистецтва  у світі з'явився наприкінці 1960-х — на початку 1970-х років, коли відеотехніка стала доступною кожному, в  Україні — наприкінці 1980-х.

## Історія
В історії становлення медіа-мистецтва відео-арт — наймолодший його жанр, який з'являється у 60–70-х рр. ХХ ст. Але найчастіше сучасні теоретики його протоперіодом називають кінематографічні експерименти європейських художників-авангардистів Фернана Леже, Мана Рея, Марселя Дюшана, Сальвадора Далі, здійснені у 20–30-х рр. ХХ ст.

## Центри та музеї з відео-артом
- Ars Electronica Centre, Лінц, Австрія
- Центр відеоспостереження та документації La Neomudejar, Мадрид, Іспанія[2]
- Відеопроєкт Демоленда, Луїс Безета, Сантандер, Іспанія
- Edith-Russ-Haus for Media Art, Ольденбург, Німеччина
- Electronic Arts Intermix, Нью-Йорк
- Європейський медіа-артфестиваль EMAF, Оснабрюк, Німеччина
- Експериментальний телевізійний центр, Нью-Йорк
- Колекція Гетца, Мюнхен, Німеччина
- Imai — інститут медіа-медіа, Дюссельдорф
- Угорська Асоціація Електрографічного Мистецтва, Будапешт, Угорщина
- Фестиваль Impakt, Утрехт, Нідерланди
- Колекція Джулії Стошек, Дюссельдорф, Німеччина
- Kunstmuseum Bonn, велика колекція відео-мистецтва,  Бонн, Німеччина
- LA Freewaves — експериментальний медіа-артфестиваль з відео-мистецтва, короткометражних фільмів та анімації; виставки знаходяться в Лос-Анджелесі та розміщені в мережі Інтернет.
- LIMA, колишній Нідерландський медіа-інститут мистецтв / Montevideo, Амстердам, Нідерланди
- Lumen Eclipse — Площа Гарварду, Кембридж
- LUX, Лондон, Велика Британія
- London Video Arts, Лондон, Велика Британія
- Відео-форум НБК, колекція відеоарту, Нойєр Берлінер Кунстверін, Берлін.
- Безперервна художня машина, Нью-Йорк
- Port Actif, Гент, Бельгія
- Фонд Raindance, Нью-Йорк
- REWIND. Дослідницька група раннього британського та італійського відеоарту. Шотландія.
- Screen City Biennial у Ставангері, Норвегія
- Сувеніри з Землі, АртТВ-станція в європейських кабельних мережах (Париж, Кельн)
- Відеоархів Урсула Блікле, Відень, Австрія
- Vtape, Торонто, Канада
- Videoart at Midnigh, кінопроєкт художника, Берлін, Німеччина
- Video Art World, Хамптонс, штат Нью-Йорк
- Video Data Bank, Чикаго, США
- Video Pool Media Art Center, Вінніпег, Канада
- Videonale, Бонн, Німеччина
- VIVO Media Arts Centre, Ванкувер, Канада
- ZKM — Центр мистецтва та медіа Карлсруе, Німеччина